# Chico Serra
Chico Serra,  brazilski dirkač Formule 1, * 3. februar 1957, São Paulo, Brazilija.
Chico Serra je upokojeni brazilski dirkač Formule 1. Debitiral je v sezoni 1981 in že na svoji prvi dirki za Veliko nagrado zahodnih ZDA je s sedmim mestom le za mesto zgrešil uvrstitev med dobitnike točk. Toda v nadaljevanju sezone je dosegel le še eno uvrstitev na enajsto mesto, sedemkrat se sploh ni kvalificiral na dirko. V naslednji sezoni 1982 je na peti dirki sezone za Veliko nagrado Belgije dosegel šesto mesto, kar je njegova edina uvrstitev med dobitnike točk v karieri. Še dvakrat je s sedmim za mesto zgrešil podoben uspeh, enkrat v tej sezoni, drugič pa v naslednji sezoni 1983, v kateri je dirkal le v prvi tretjini sezone, za tem pa ni več nikoli dirkal v Formuli 1.

## Popolni rezultati Formule 1
(legenda) (odebeljene dirke pomenijo najboljši štartni položaj, poševne pa najhitrejši krog, †-uvrščen kljub odstopu)
| Leto | Moštvo                | Šasija         | Motor       | 1      | 2       | 3        | 4       | 5       | 6        | 7       | 8       | 9       | 10      | 11      | 12      | 13      | 14      | 15     | 16      | Prv | Toč |
| ---- | --------------------- | -------------- | ----------- | ------ | ------- | -------- | ------- | ------- | -------- | ------- | ------- | ------- | ------- | ------- | ------- | ------- | ------- | ------ | ------- | --- | --- |
| 1981 | Fittipaldi Automotive | Fittipaldi F8C | Cosworth V8 | ZZDA 7 | BRA Ret | ARG Ret  | SMR DNQ | BEL Ret | MON DNQ  | ŠPA 11  | FRA DNS | VB DNQ  | NEM DNQ | AVT     | NIZ DNQ | ITA DNQ | KAN DNQ | LVE    |         | 25. | 0   |
| 1982 | Fittipaldi Automotive | Fittipaldi F8D | Cosworth V8 | JAR 17 | BRA Ret | ZZDA DNQ | SMR     | BEL 6   | MON DNPQ | VZDA 11 | KAN DNQ | NIZ Ret | VB Ret  |         |         |         |         |        |         | 26. | 1   |
| 1982 | Fittipaldi Automotive | Fittipaldi F9  | Cosworth V8 |        |         |          |         |         |          |         |         |         |         | FRA DNQ | NEM 11  | AVT 7   | ŠVI DNQ | ITA 11 | LVE DNQ | 26. | 1   |
| 1983 | Arrows Racing Team    | Arrows A6      | Cosworth V8 | BRA 9  | ZZDA    | FRA Ret  | SMR 8   | MON 7   | BEL      | VZDA    | KAN     | VB      | NEM     | AVT     | NIZ     | ITA     | EU      | JAR    |         | 23. | 0   |